# Мирненська селищна територіальна громада (Запорізька область)
Мирненська селищна громада — територіальна громада в Україні, в Мелітопольському районі Запорізької області. Адміністративний центр — селище Мирне.
Площа громади — 195,96 км², населення — 5563 мешканці (2020).
Утворена 30 листопада 2017 року шляхом об'єднання Мирненської селищної ради та Новопилипівської сільської ради Мелітопольського району.

## Населені пункти
До складу громади входять 2 селища (Мирне, Соснівка) і 7 сіл:
- Арабка;
- Астраханка;
- Борисівка;
- Новопилипівка;
- Оленівка;
- Свободне;
- Тихонівка.